# Bas Roorda
Bas Roorda (ur. 13 lutego 1973 w Assen) – holenderski piłkarz występujący na pozycji bramkarza. Swą karierę rozpoczynał w FC Groningen. Następnie występował w klubach NEC Nijmegen i Roda Kerkrade. W 2004 roku wrócił do FC Groningen, by w 2007 roku stać się zawodnikiem PSV Eindhoven. W 2010 roku Bas Roorda zakończył karierę.